# Subaru Sambar
Subaru Sambar – samochód produkowany przez Subaru z przeznaczeniem na rynek japoński. Dostępny był jako mikrovan lub kei truck (pick-up oparty na nadwoziu kei-car), miał za zadanie zapełnić lukę w segmencie kei carów. Samochód jest produkowany od roku 1961, obecnie w Japonii, Chinach, Korei oraz w Finlandii przez joint venture z Elcat Automotive. Poza Japonią model znany jest jako Subaru Domingo. Wersja z napędem AWD sprzedawana jest pod nazwą Subaru Sambar Dias Wagon.

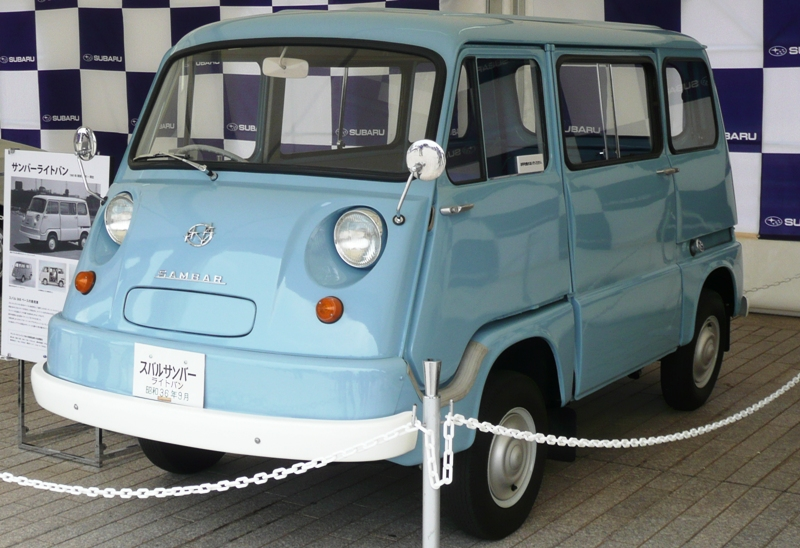
Pierwsza generacja
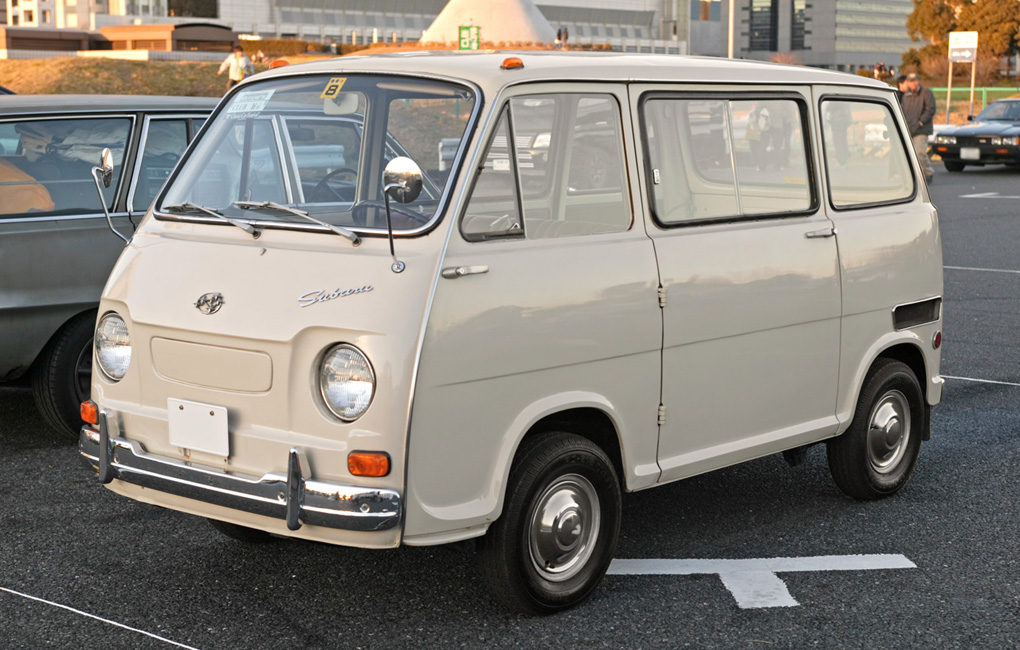
Druga generacja
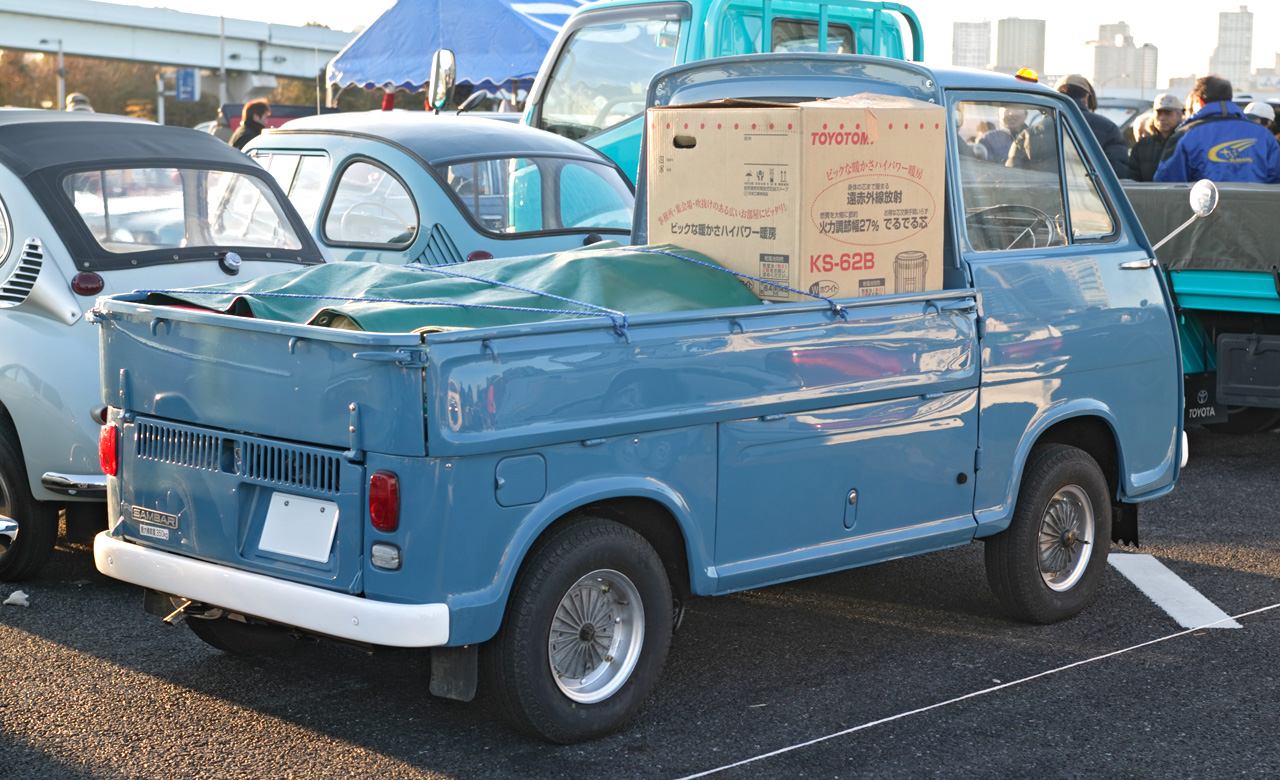
Subaru Sambar kei truck
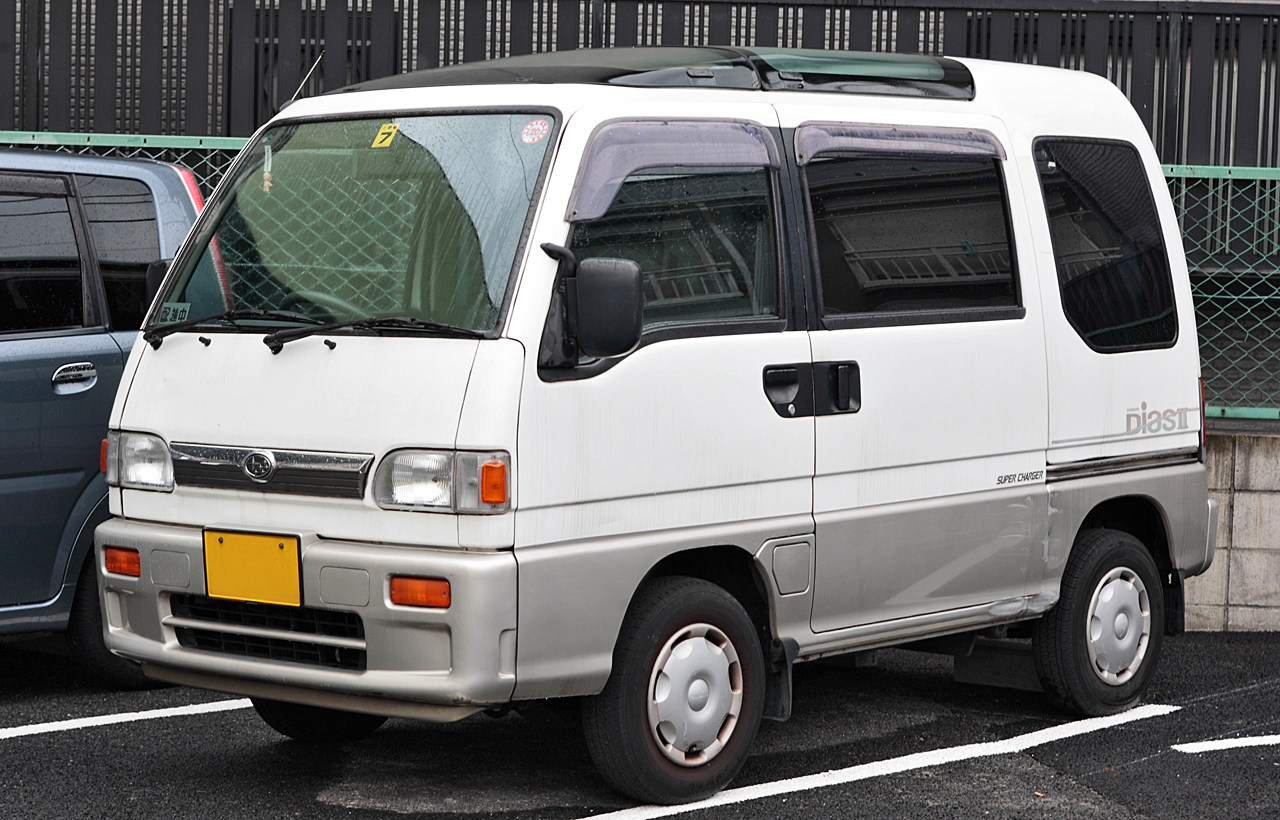
Czwarta generacja
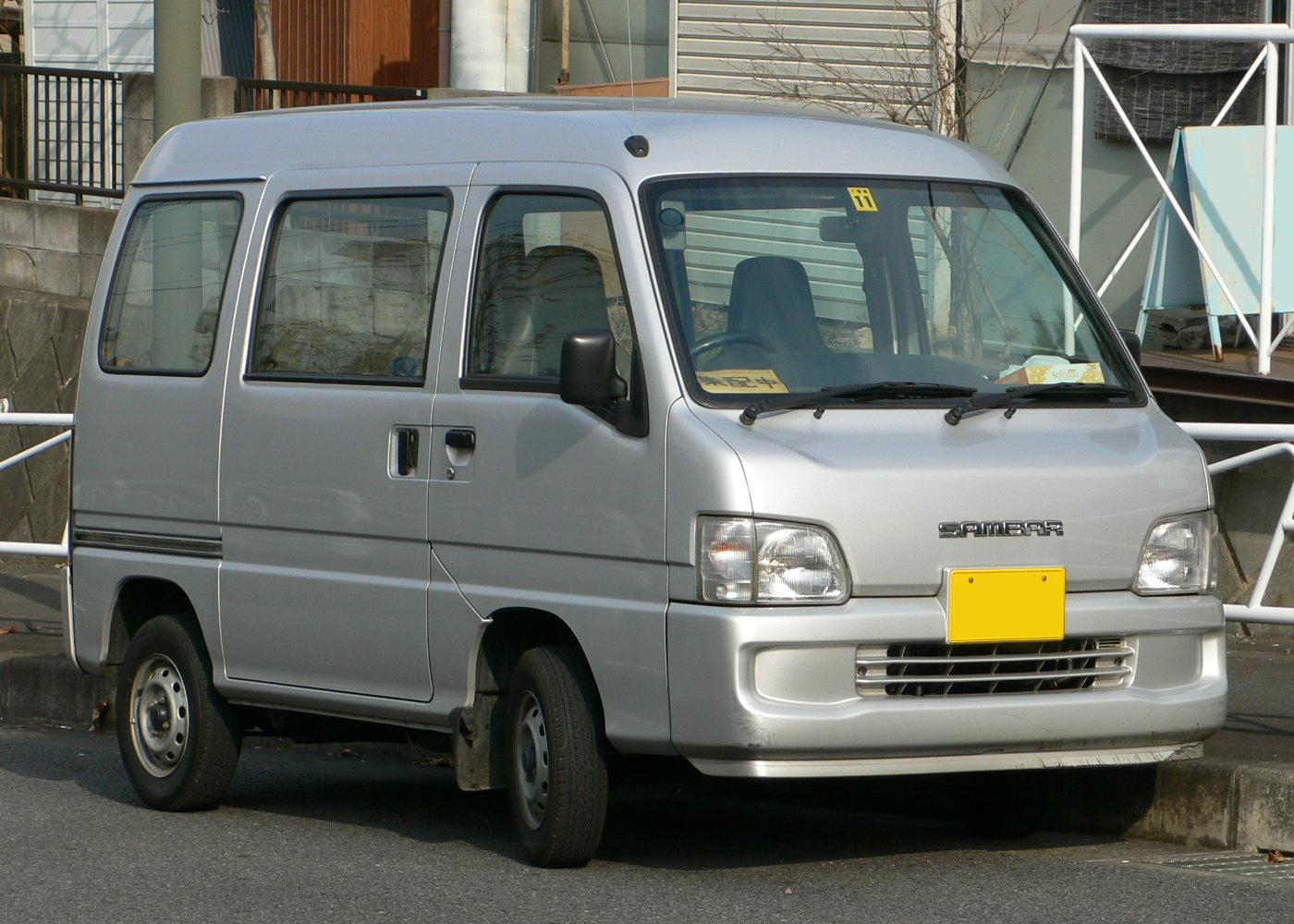
Szósta generacja
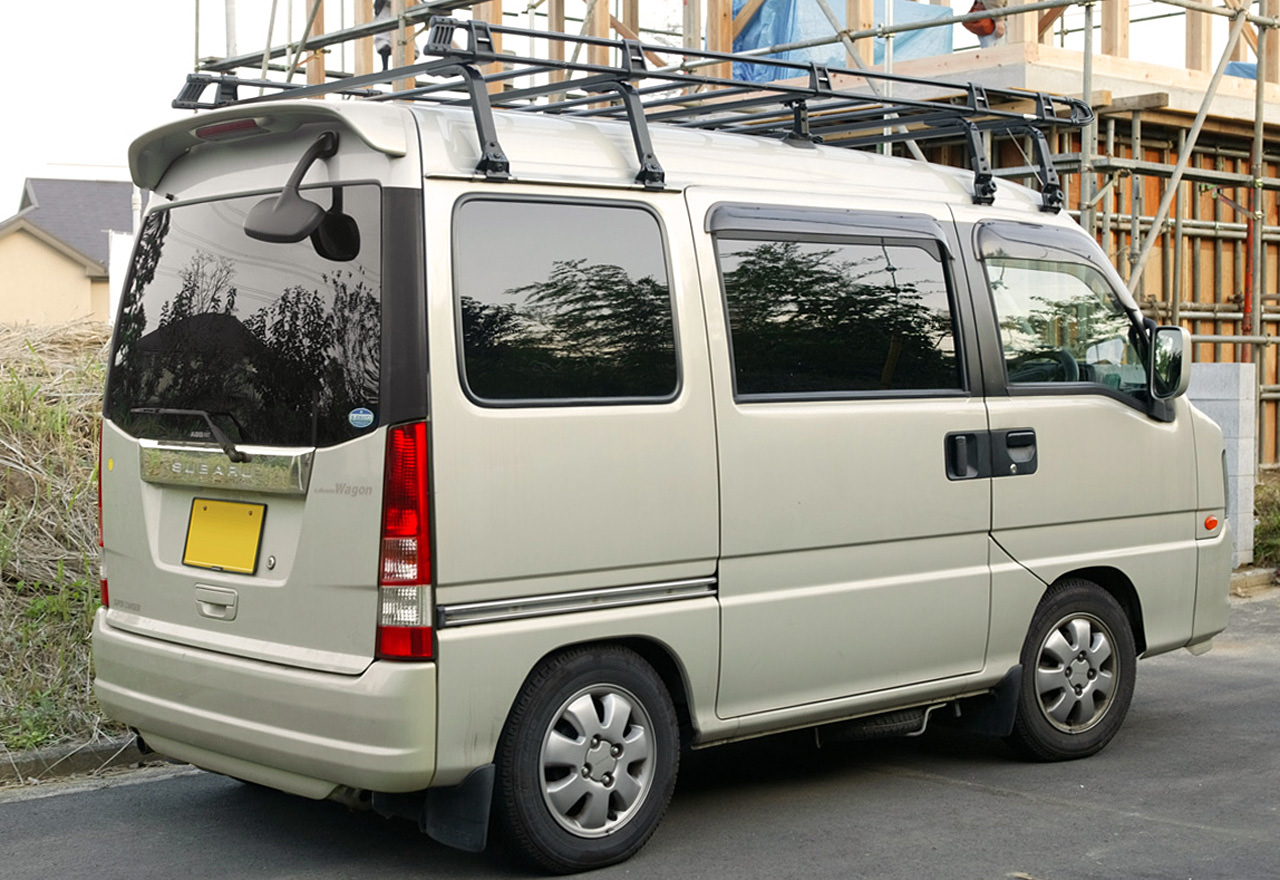
Subaru Sambar Dias - tył